# Mika Lehto
Mika Jorma Lehto (* 12. April 1979 in Vammala) ist ein ehemaliger finnischer Eishockeytorwart, der in seiner aktiven Zeit von 1997 bis 2010 unter anderem für Ässät Pori, JYP Jyväskylä und Tappara Tampere in der SM-liiga gespielt hat. 

## Karriere
Mika Lehto begann seine Karriere als Eishockeyspieler in der Nachwuchsabteilung von Ässät Pori, für dessen Profimannschaft er von 1997 bis 2000 in der SM-liiga, der höchsten finnischen Spielklasse, aktiv war. Anschließend spielte der Torwart zwei Jahre lang für dessen Ligarivalen JYP Jyväskylä, ehe er zur Saison 2002/03 innerhalb der SM-liiga zu Tappara Tampere wechselte, mit dem er auf Anhieb den finnischen Meistertitel gewann. An diesem Erfolg hatte er selbst großen Anteil. In der Hauptrunde wies er bei seinen 27 Einsätzen einen Gegentorschnitt von 1.79 Toren pro Spiel und eine Fangquote von 92,4 Prozent auf. In den Playoffs konnte er bei seinen 14 Einsätzen seinen Gegentorschnitt auf 1.49 Tore pro Spiel senken und seine Fangquote auf 94,3 Prozent steigern. Auch in den folgenden sieben Jahren stand er regelmäßig für Tappara Tampere in der SM-liiga auf dem Eis, ehe er im Anschluss an die Saison 2009/10 seine Karriere im Alter von 31 Jahren beendete. 

### International
Für Finnland nahm Lehto im Juniorenbereich an der U18-Junioren-Europameisterschaft 1997 sowie der U20-Junioren-Weltmeisterschaft 1999 teil. Bei der U18-EM 1997 gewann er mit seiner Mannschaft die Goldmedaille. Im Seniorenbereich stand er 2004 im Aufgebot seines Landes bei der Euro Hockey Tour. 

## Erfolge und Auszeichnungen
- 1997 Goldmedaille bei der U18-Junioren-Europameisterschaft
- 2003 Finnischer Meister mit Tappara Tampere
- 2005 SM-liiga-Spieler des Monats September